# Henri Haeffely
Henri Haeffely, né le 21 février 1816 à Pfastatt et mort dans cette ville le 8 février 1877 est un industriel et homme politique alsacien, député d’Alsace-Lorraine au Reichstag de 1874 à 1877, conseiller général de Mulhouse-Nord de 1864 à 1870 et maire de Pfasttat de 1852 à 1871.

## Biographie
La famille de Henri Haeffely, ou Heinrich Häffely en allemand, est originaire de Seengen, en Argovie. Elle s’est installée en France en 1799, lorsque son grand-père, Jean Haeffely, créé une exploitation agricole, puis un atelier textile à Pfasttat. Henri Haeffely, né le 21 février 1816 à Pfastatt, est le fils de Marguerite Lidy et de Daniel Haeffely, qui, outre la gestion de la manufacture, est également maire de Pfastatt de 1834 à 1846.
Henri Haeffely est brièvement maire de Pfastatt du 22 septembre 1846 au 27 août 1847. Peu après, vers 1848, il prend la tête de la manufacture, appelée « Blanchiment de toiles et de tissus de Pfastatt le Château » et dès 1849, il élargit son domaine d’activité en se lançant dans la teinture de doublures. Il est une nouvelle fois élu maire de Pfastatt le1er août 1852, fonction qu’il occupe jusqu’au 12 septembre 1871. Il devient également conseiller général du canton de Mulhouse-Nord en 1864 et le reste jusqu’en 1870.
En 1868, il se lance dans l’impression de doublures et s’associe à Lalance et Schaeffer. La manufacture devient alors l’une des plus importantes usine d’impression sur tissu de la région. À l’instar de la plupart des industriels de la région, il fait d’importantes donations à des œuvres de charité et finance la construction de bâtiments d’intérêt général. Il est ainsi l’un des principaux contributeurs à l’édification de l’hôpital, de l’école et de l’église de Pfastatt.
À la suite de l’annexion de l’Alsace par l’Empire allemand en 1871, des élections sont organisées en 1874 pour élire les représentant du nouveau territoire au Reichstag. Bien que n’ayant pas fait campagne, Henri Haeffely est largement élu et, à l’instar de tous ses collègues alsaciens-mosellans, fait partie du groupe des députés protestataires. Il reste député jusqu’à sa mort le 8 février 1877 à Pfastatt.

## Distinctions
- Chevalier de la légion d’honneur[1].